# Ahvenjärvi (Gällivare socken, Lappland, 744853-172310)
Ahvenjärvi är en sjö i Gällivare kommun i Lappland och ingår i Kalixälvens huvudavrinningsområde.